# Palacio Gangotena
El Palacio Gangotena, ocupado actualmente por el Hotel Casa Gangotena, es una edificación palaciega de la ciudad de Quito (Ecuador), ubicada en la esquina de las calles Rocafuerte y Cuenca, frente a la centenaria Plaza de San Francisco en el centro histórico de la urbe. Por su exquisita decoración exterior es una de las edificaciones que más resaltan en el conjunto de la plaza que le precede, además de ser conocida por su bagaje histórico que inicia en el siglo XVII, aunque sin muchas referencias; continúa durante el siglo XIX y hasta 1997, en que el edificio perteneció a la familia Gangotena, cuyos miembros incluyen industriales, políticos, terratenientes, académicos y poetas; y finaliza con la inauguración de un importante hotel de lujo entre sus paredes, en 2011.

## Historia

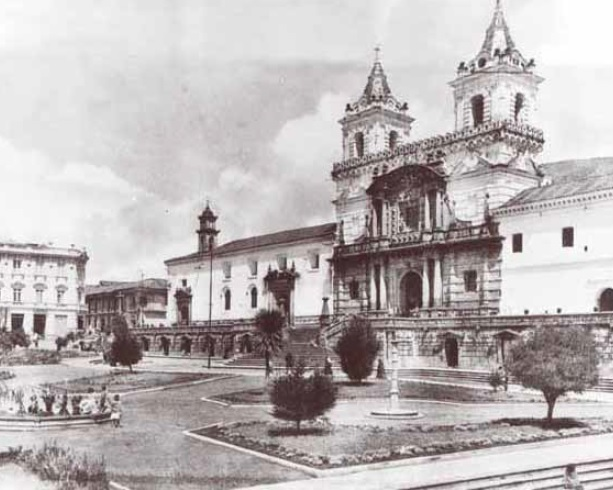
Plaza de San Francisco en 1920. Se puede observar el palacio en el lado izquierdo.

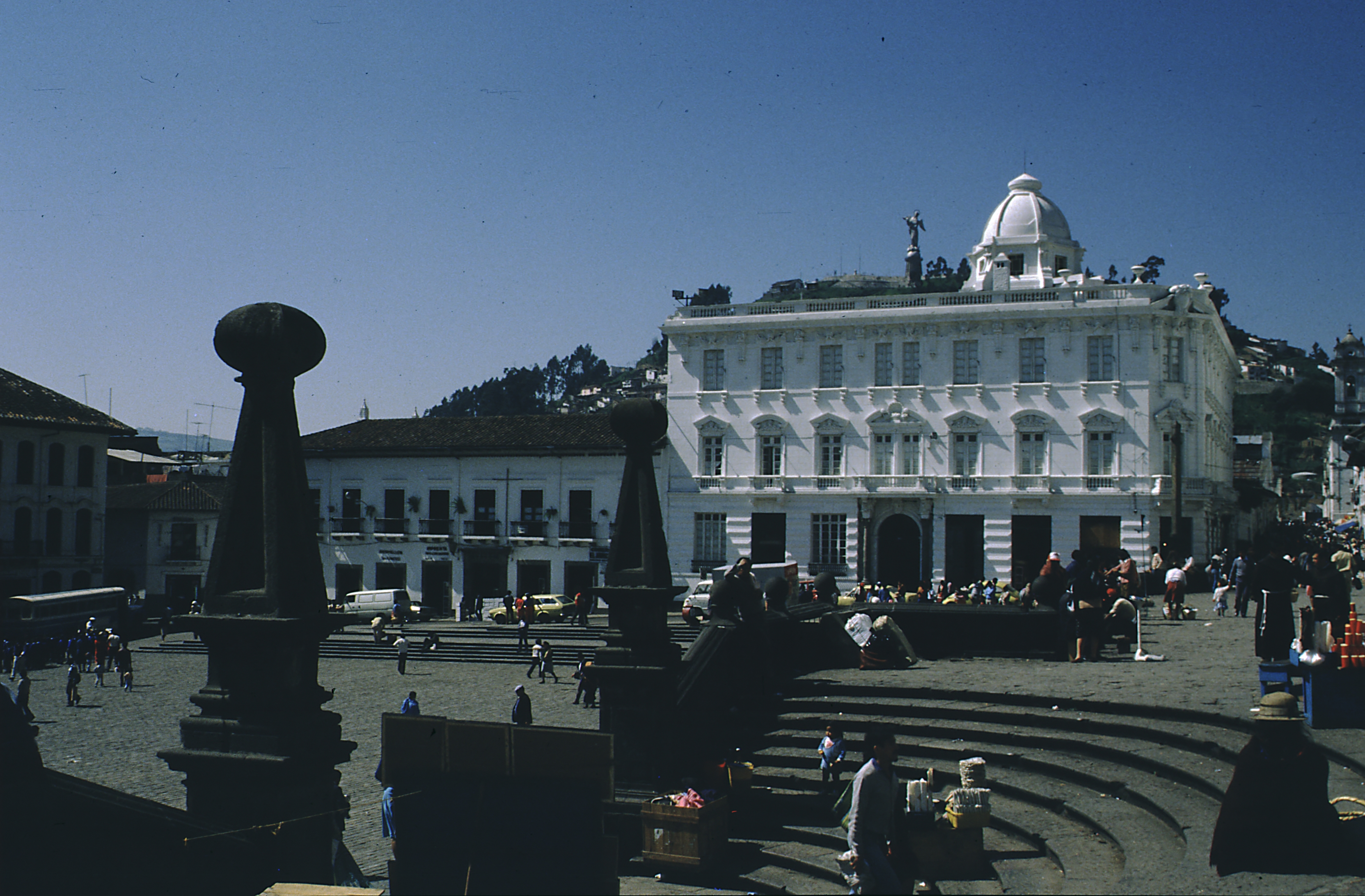
El palacio en 1985.

La historia del palacio se remonta al tiempo de los incas, ya que según las primeras crónicas de los conquistadores españoles, en el siglo XV existían templos de esta civilización alrededor de la plaza de San Francisco, uno de ellos en el sitio mismo del actual predio ocupado por la mansión. Tan pronto llegaron los españoles a Kitu, en 1534, muchas familias pudientes establecieron sus casas en los flancos de la plaza, aunque no existen registros de los primeros ocupantes de éste, el predio más cercano a la Capilla de Cantuña.
La mansión pasó a pertenecer a la familia Gangotena desde aproximadamente el siglo XVIII, cuando se sabe que una de las hijas desistió de contraer matrimonio con un acaudalado joven de la ciudad, el novio enfurecido intentó fallidamente incendiar la mansión, aunque no fue la única vez que el fuego atentaría contra el edificio. Los Gangotena reconstruyeron la mansión en 1880, con el objetivo de volverla más habitable según los estándares de la época, incluyendo posiblemente los primeros baños.
En 1914 un calamitoso incendio comprometió seriamente la estructura de la mansión colonial, por lo que en 1918 la familia encargó la construcción de una nueva residencia a los arquitectos italianos Antonino y Paolo Russo. Como resultado de su intervención, la casa tomó una interesante mezcla de estilos arquitectónicos tanto en la fachada y exteriores, como en la decoración y estructuras interiores.
Durante décadas el palacio fue escenario de importantes reuniones políticas, eventos históricos, culturales y glamorosas fiestas para la más selecta sociedad quiteña de la primera mitad del siglo XX, siendo incluso residencia de varios Presidentes de la República como el doctor Camilo Ponce Enríquez, que estaba casado con Dolores Gangotena y Jijón, heredera del palacio.
A mediados de los años 1950 Quito entró en un acelerado crecimiento que llevó a muchas de las familias a mudarse hacia los sectores de La Mariscal y La Floresta, al norte de la ciudad; mientras varias de las señoriales casas del centro histórico fueron abandonadas o arrendadas para viviendas más modestas con ocupación por habitaciones, lo que aceleró su proceso de deterioro, entre ellas el propio palacio Gangotena. Sin embargo, con la declaratoria de Quito como patrimonio de la humanidad en 1978, entró a formar parte del inventario patrimonial de la ciudad, lo que le hacía partícipe de políticas de conservación que alcanzaron su clímax en 1997, cuando la propiedad es adquirida por un grupo de empresarios hoteleros que la restauraron completamente para dar paso al Hotel Casa Gangotena, actualmente considerado el mejor del país y uno de los más exclusivos del continente.

## Estructura

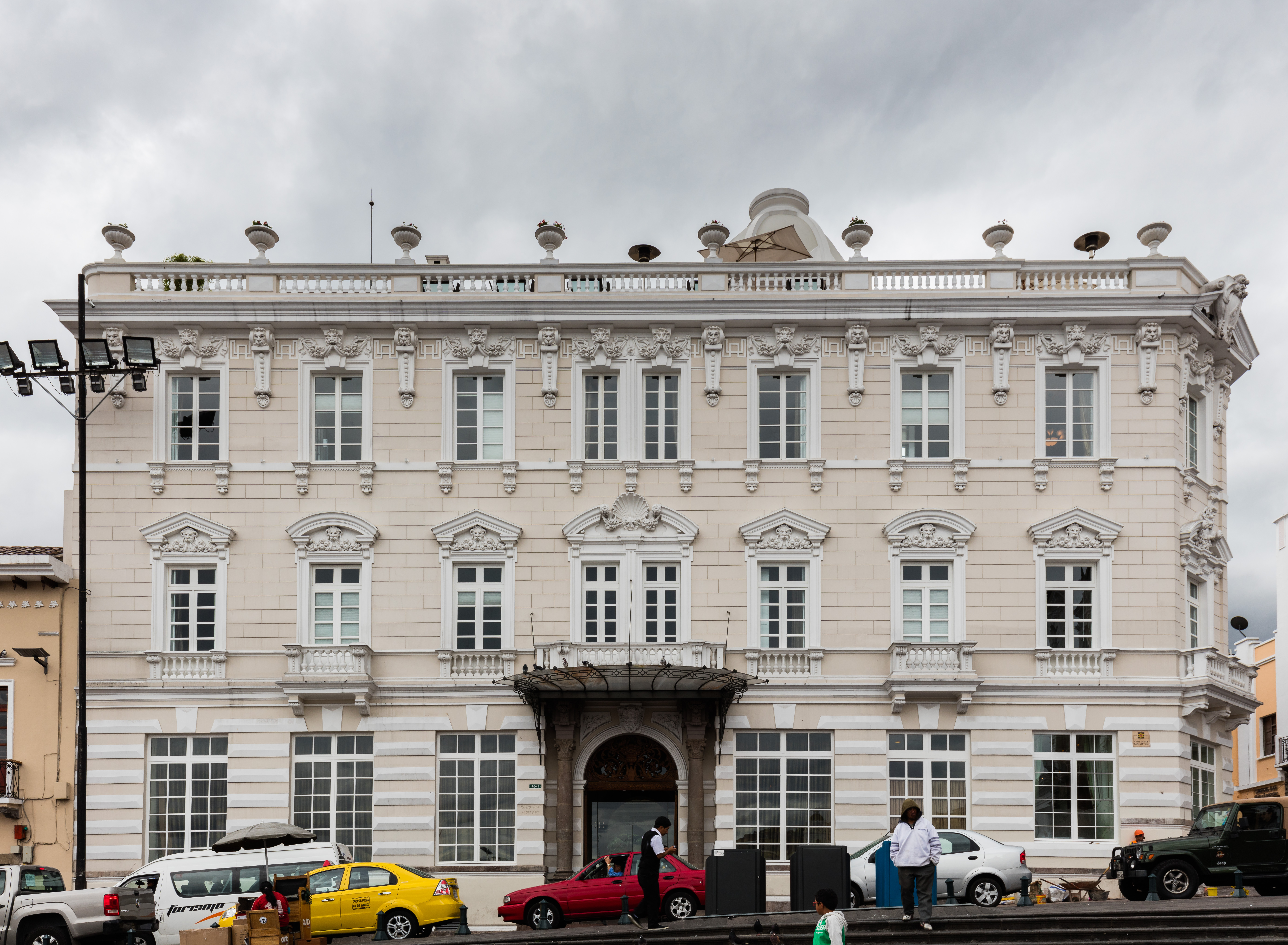
Fachada.

El palacio es una mansión señorial de estilo ecléctico que mezcla las corrientes neoclásica, neorenancentista y el art-decó; construida en tres pisos de altura e implantada en un terreno esquinero jerarquizado hacia el noroccidente. Está formado por tres cuerpos alrededor de un patio, formando una herradura. Los dos cuerpos laterales están vinculados hacia el lado sur por un puente formando por una arcada neoclásica en la planta baja, una galería-corredor en el segundo piso y una azotea en el tercero, generando una conformación perfectamente cuadrangular del patio interior.
La estructura general es de muros portantes de ladrillo cimentado, con entrepiso de madera y ladrillo, reforzada con vigas de hierro y madera. El volumen imponente se ve favorecido por su implantación frente a la plaza de San Francisco, que facilita una percepción total y completa del conjunto.

### Arquitectura

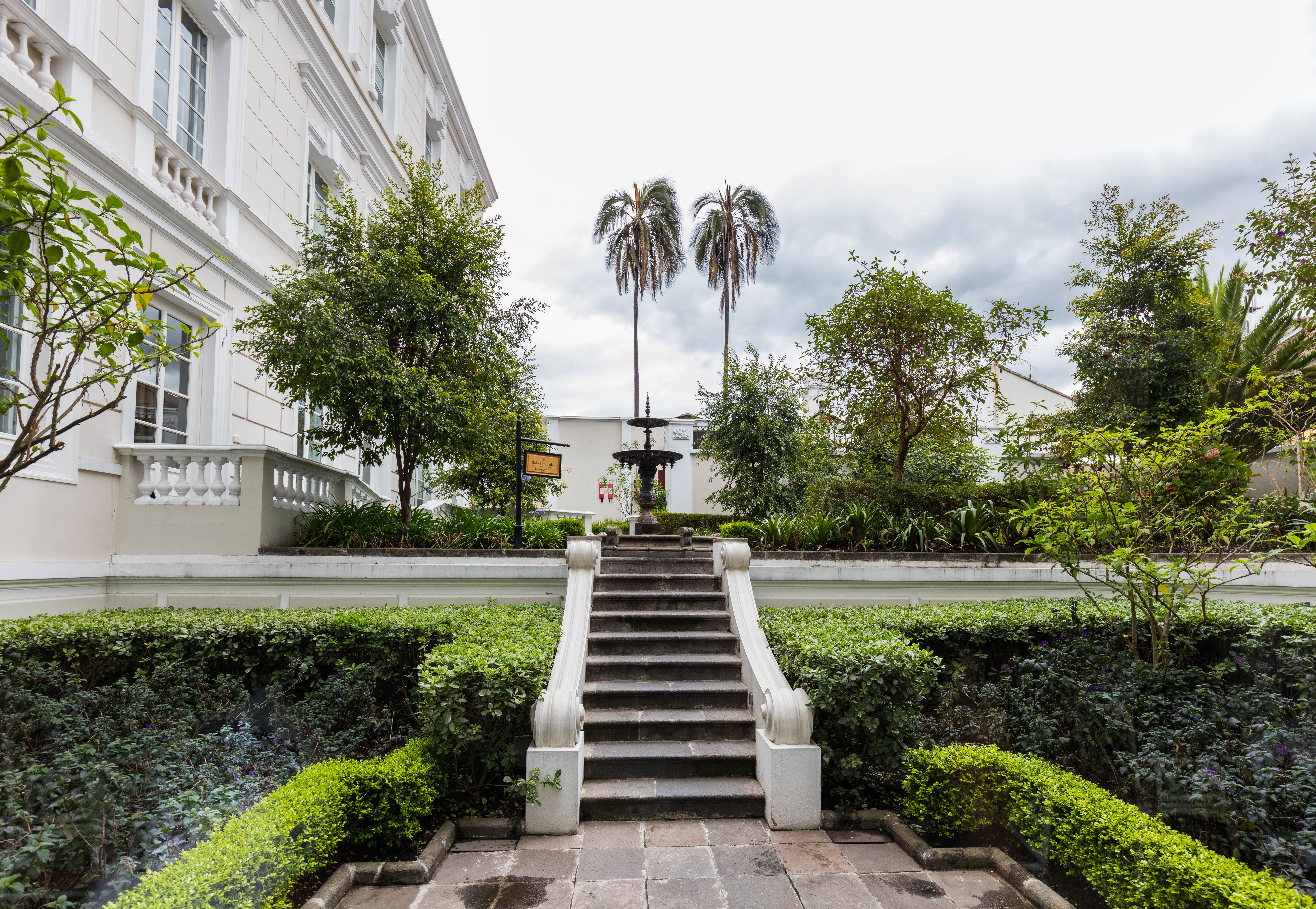
Jardín del palacio (2015).

En la fachada frontal, que se expone hacia la plaza, se encuentra el acceso principal que conduce al interior del edificio a través de un alto zaguán con arcos de medio punto, cornisa, capiteles y cielo rasos. Hasta finales del siglo XX la planta baja estaba dominada por áreas comerciales que daban hacia la calle y, en el interior, por locales de servicio como bodegas, cocinas y habitaciones de empleados. Una escalera de gran magnitud lleva a los dos pisos siguientes, donde se encontraban los ambientes habitables, distribuidos a través de un corredor central que unía los tres cuerpos que conforman la edificación.
Los salones de recepción, biblioteca, oratorio y salas de estar se encontraban orientados hacia el lado de las calles, aprovechando de esta manera la vista hacia la Plaza de San Francisco. Los dormitorios y habitaciones privadas de la familia, por su parte, se encontraban hacia la fachada interna de la estructura, con vista hacia el patio central. Los espacios a los que se accedía desde el corredor estaban comunicados entre sí por puertas laterales, con el objetivo de mantener el estilo colonial de las casas quiteñas.

### Renovación

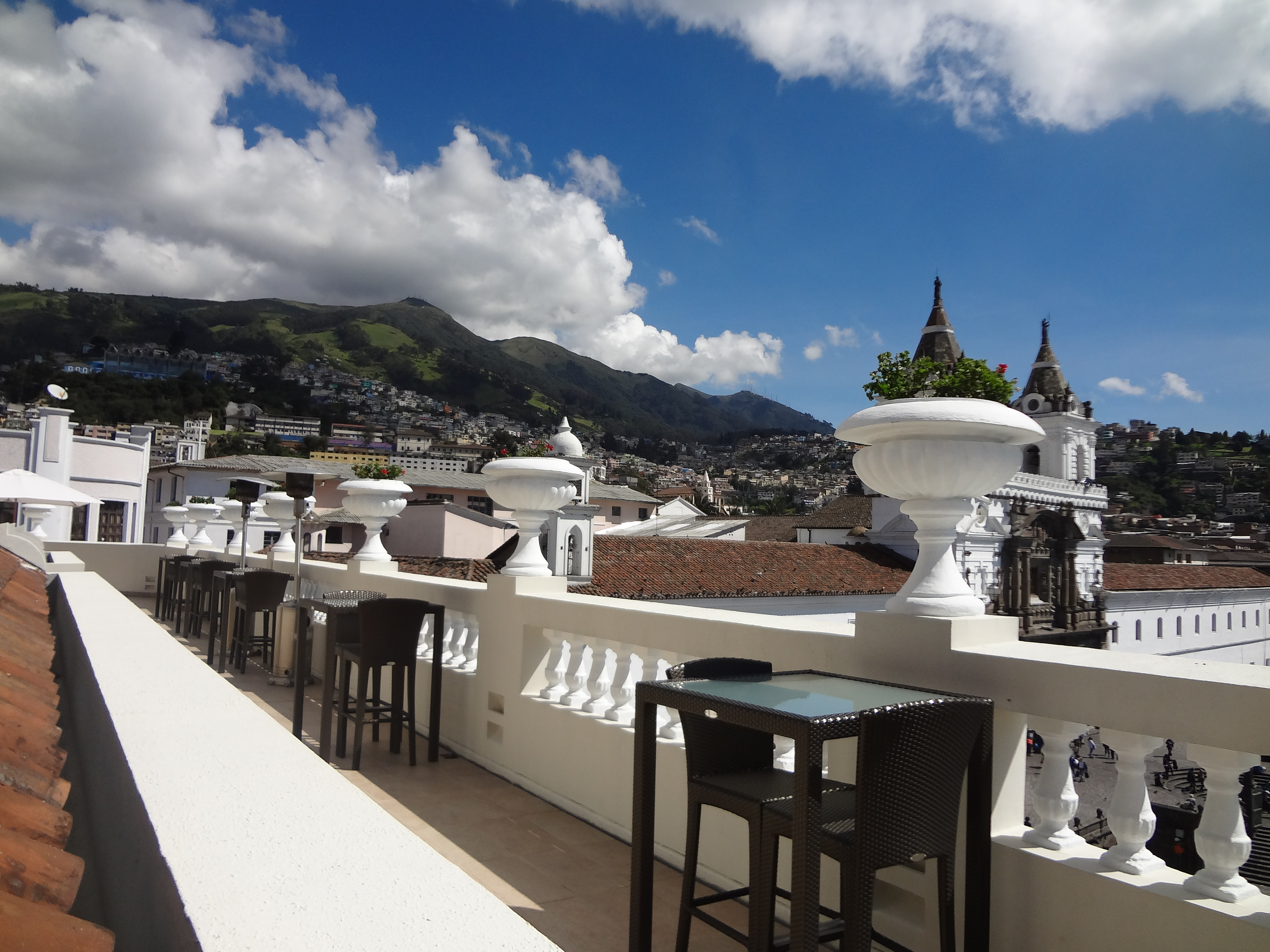
Terraza del palacio.

Los trabajos de renovación estuvieron bajo la dirección del arquitecto Pedro Jaramillo, quien dirigió un equipo de casi 300 personas que se esmeraron por mantener los elementos originales del palacio (pisos taraceados, yesería decorativa), aunque se debió hacer algunos cambios para adaptarlo a sus funciones de hotel. Estas adiciones incluyeron, entre otras, cuartos de baño de mármol blanco en cada habitación (originalmente existían únicamente dos), ventanas a prueba de ruido, ascensores y aire acondicionado. La estructura tenía una tipología de habitaciones estructuradas en torno a una pasarela que recorría el palacio en casi toda su extensión, lo que facilitó su adaptación al esquema de un hotel sin que se produzcan mayores cambios.
Por su parte, el encargado del diseño interior fue Diego Arteta, quien procuró mantener los elementos art nouveau y art decó originales de la decoración del palacio, a través de la utilización de materiales que concuerdan con su opulento pasado, restaurándose los estucos de yeso y las molduras de las paredes, así como los techos originales de latón. En cuánto a materiales utilizados en el diseño interior, fueron escogidos con un criterio contemporáneo, aunque sin apartarse del estilo original, incluyendo tapicería y cortinajes de seda, lino y terciopelo ingleses, alfombras de Durkan, muebles modernos y de época europeos, grandes lámparas de cristal y obras de arte clásicas y contemporáneas.

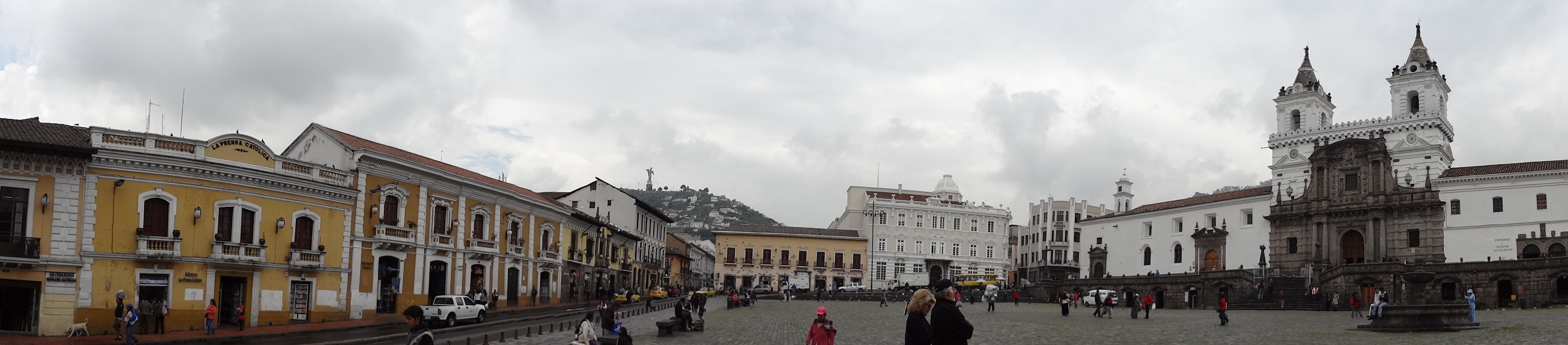
Conjunto de la Plaza de San Francisco, con el Palacio Gangotena en el centro (2012).

## Hotel Boutique Casa Gangotena
En la actualidad, el Palacio Gangotena funciona como uno de los mejores y más lujosos hoteles de la capital. Hotel Boutique Casa Gangotena es conocido a nivel nacional e internacional por su galardonado servicio y el innovador concepto gastronómico de su restaurante. Este emblemático edificio se ha convertido en un favorito entre los capitalinos que visitan el Centro Histórico y buscan la combinación ideal de elegancia y tradición. Su posicionamiento como uno de los mejores hoteles del país se debe no solo a su elegante arquitectura, sino a su trabajo con la comunidad a la que pertenece y la experiencia inigualable que otorga a todo el que lo visita.